# Black Jack (manga)
Black Jack (ブラック・ジャック Burakku Jakku?) es originalmente un manga creado por Osamu Tezuka en la década de 1970, que relata las aventuras del médico apodado con el mismo nombre. En 1977 el manga ganó el Kodansha Manga Award, siendo la primera obra seleccionada para ganar este premio.
El manga de Black Jack es una de las obras más oscuras y personales de Osamu Tezuka com (176 millones de copias a nivel mundial) y representa el médico que hubiera querido haber ejercido algún día. Está estructurado en forma de capítulos autoconclusivos, es decir, historias que se presentan y se resuelven en el propio capítulo. El hilo conductor a lo largo del manga es el pasado oscuro y misterioso del propio Black Jack, cuyos detalles se van desvelando con cuentagotas en los distintos capítulos.
Puesto que Osamu Tezuka estudió medicina, poseía unos sólidos conocimientos médicos que se pueden apreciar tanto en la historia como en los detallados dibujos de cirugías, heridas, instrumental médico, etc. Sin embargo, hay que tener en cuenta que el manga comenzó a publicarse en el año 1973 y que la medicina ha avanzado mucho desde entonces, por lo que algunos de los tratamientos, métodos y descripciones que aparecen en el manga están actualmente obsoletos.
En el año 1993 la serie fue llevada a la animación por medio del formato OVA con un total de 10 episodios hasta 1994, seguida del primer filme BLACK JACK THE MOVIE en 1996. Sería hasta 2011 que se lanzarían 2 OVA más como final de la serie: Black Jack FINAL.
En el año de 2004 se estrena la adaptación de anime de larga duración conocido simplemente como BLACK JACK hasta el año 2006 con total de 62 episodios. Al finalizar se transmitió su secuela Black Jack 21, una continuación con nuevas historias con total de 17 episodios transmitidos hasta marzo del 2006. En Latinoamérica su primer estreno fue en noviembre del 2007 por el canal de televisión de paga ETC TV (solamente en Chile) y para el resto de Latinoamérica el 3 de agosto del 2009 por Animax Latinoamérica. Tan solo 52 episodios fueron doblados al español latinoamericano en Colombia, no sería hasta 2017 que ambas series serían dobladas íntegramente en México, distribuidas por JAPAN FOUNDATION. El 28 de mayo ETC TV reestrena Black Jack reemplazando a Cazador X. En España ha sido licenciada y emitida los 10 primeros OVAS y la primera película.
La serie de 2004 fue licenciada por Luk Internacional en 2008 y emitida por la Televisión de Galicia en el año 2011, con su propio doblaje en gallego. Además, los dos primeros episodios se encuentran disponibles con doblaje castellano en el canal de Luk Internacional.

## Argumento
Black Jack es un cirujano capaz de obrar prodigios médicos, con un dominio del bisturí asombroso y unas manos delicadas y virtuosas. Pero también es un personaje oscuro y misterioso que pedirá sumas ingentes de dinero a cambio de sus servicios, además de ejercer ilegalmente y sin licencia médica. Este estatus era la forma que tenía Tezuka de expresar su desacuerdo con el sistema médico japonés y sus restricciones. Además, la mala fama y la dudosa moralidad de Black Jack permiten a Tezuka poner a muchos de sus personajes y pacientes en situaciones extremas.
Su pasado se irá revelando poco a poco a lo largo de la historia, mezclado con múltiples casos de enfermedades y cirugías por los que irán desfilando los personajes más variopintos, algunos de ellos verdaderos tópicos sociales (hombres ricos y egoístas, madres que harían lo que fuera por salvar a sus hijos, políticos corruptos, parejas enamoradas, deportistas dispuestos a sacrificarlo todo con tal de obtener la victoria, etc.).
En un punto de la historia a él se unirá una niña llamada Pinoko, a la que el genial médico reconstruyó quirúrgicamente a partir de un tumor. Pinoko será adoptada por el doctor y le acompañará en la mayoría de los capítulos posteriores, aunque en algunos de ellos Black Jack todavía aparecerá solo. En cuanto al pasado de este, se irá revelando que durante su infancia sufrió un gravísimo accidente que lo dejó prácticamente incapacitado y al que debe las numerosas cicatrices que surcan todo su cuerpo. Tras salvar la vida de milagro, decidió hacerse médico. El Dr. Jonma Hotaru fue quien le salvó y por esto le respetaba como persona y médico. Para recuperar la movilidad de su cuerpo, el protagonista tuvo que someterse a una larga y árdua rehabilitación tras la cual volvió a caminar tras mucho tiempo postrado en una silla de ruedas. Entre las muchas operaciones que hubo de sufrir, le fue realizado un trasplante de piel en la mitad izquierda de la cara, que desde entonces es de color diferente al resto, lo que contribuye a darle un aspecto aún más intimidatorio.

## Personajes
Black Jack
Seiyu: Akio Ohtsuka
Black Jack (ブラック・ジャック Burakku Jakku?) un médico milagroso, un artista con el bisturí, Black Jack es un cirujano dotado de unas habilidades sin igual en el mundo de la medicina. Sin embargo, no tiene licencia y ejerce clandestinamente, cobrando sumas astronómicas de varios millones de yens por sus servicios. Tras este aparente ánimo de lucro, Black Jack esconde un gran respeto por la vida y unos férreos principios morales. A lo largo de la historia Black Jack cumple con su ideal moral a costa de ser repudiado por la comunidad médica, envidiado por sus compañeros de profesión, cuestionado por sus pacientes y odiado por la gente en general. Black Jack se presenta en la historia de Tezuka como un personaje con un pasado misterioso lleno de sufrimiento y superación que se irá revelendo poco a poco a lo largo de la historia: para empezar, el extraño aspecto del cirujano, con una cicatriz que le parte el rostro en dos y dos colores de piel distintos fruto de un trasplante de piel de un donante mulato. Las numerosas cicatrices de su cuerpo, el pelo bicolor, su genialidad a pesar de su juventud, por qué no tiene licencia médica, su verdadero nombre, etc.
Pinoko
Seiyu: Kaoru Mizuhara
Pinoko (ピノコ Pinoko?) es una niña semiartificial que el doctor Black Jack consiguió reconstruir quirúrgicamente. Pinoko era la hermana gemela de una paciente del médico, que no pudo desarrollarse correctamente en el útero y quedó adherida a su hermana formando un tipo de tumor llamado teratoma. Tras examinar el tumor, el Dr. Black Jack comprobó que este contenía todas las partes necesarias para formar a un ser humano y al intentar extirparlo el tumor le habló por telepatía pidiendo ser salvado. Black Jack extrajo a Pinoko del teratoma y la reconstruyó usando carcasa de tejidos y piel artificial como sostén para los órganos extraídos del quiste. Esta carcasa artificial impide nadar a Pinoko por ser demasiado pesada. Pinoko tendrá que cargar con esta y otras muchas limitaciones, sin embargo, tras meses de esfuerzo, logra aprender a caminar, hablar y comportarse como una persona normal. Pinoko acabará siendo adoptada por Black Jack y enamorándose de él e incluso hablando del doctor como si este fuera en realidad su marido. Black Jack por su parte es consciente que a pesar de haber vivido 18 años en el interior de su hermana es solo una niña, aun así, le permite echarle una mano en el quirófano en calidad de ayudante. Se dice que su verdadero nombre vino de Pinocho, ya que de alguna forma es igual a él.
Dr. Kiriko
Antítesis de Black Jack, el Dr. Kiriko se gana la vida practicando la eutanasia a pacientes aquejados de enfermedades incurables. Fue médico durante la guerra, donde ayudó a morir a decenas de soldados moribundos que le suplicaban una muerte piadosa que pusiera fin a su sufrimiento. Osamu Tezuka, representando en Black Jack su opinión respecto a la eutanasia, ponía la vida por encima de cualquier cosa, por lo que Black Jack le guardará un gran odio al Dr. Kiriko y hará cuanto pueda por frustrar sus planes cuando se cruce con él. A pesar de este debate en torno a la eutanasia, el personaje del Dr. Kiriko estará bien construido y su opinión bien argumentada. Asimismo él escoge sus métodos con sumo cuidado para que el proceso resulte lo más corto y menos doloroso posible. Los capítulos en los que aparece tendrán un final ambiguo en el que no se logrará resolver el debate entre la vida y la muerte.
Dr. Tezuka
Osamu Tezuka aparece autorretratado como uno de los pocos amigos que Black Jack tiene dentro del sistema. Ambos acuden al otro en busca de consulta o de ayuda. Black Jack será quien resuelva alguno de los casos del Dr.Tezuka y este empleará su influencia para que Black Jack utilice los medios de un hospital sin represalias. Aunque la relación entre ambos no está muy desarrollada, siempre resulta curioso que un autor interactúe de manera tan directa con sus propios personajes.
Dr.Hotaru Jonma
El Dr.Jonma es quien salvó a Black Jack del terrible accidente que sufrió de niño y su inspiración para convertirse en médico. Aparece a lo largo de varios capítulos, frecuentemente como parte de los recuerdos de Black Jack, quien le respeta como salvador, maestro y amigo.

## Anime

### Lista de episodios
Black Jack es un manga el cual fue llevado al anime por Tezuka Productions, tras la finalización de este con 61 capítulos en el año 2006, se creó en el 2007 la continuación del anime, llamada Black Jack 21.
Además Black Jack cuenta con una serie de ova de 10 capítulos, tiene otra ova también, de 1 capítulo, llamada Black Jack, el niño que vino del cielo, creada el año 2000. Incluso tiene una ona de 12 capítulos. Tiene 4 películas; Black Jack, la película, Black Jack: Transferencia de capital a Heian y Black Jack: Los dos médicos oscuros, la primera y la segunda lanzada el año 1996 y la tercera en el año 2005. La tercera viene con la cuarta, y se llama La aventura de la dr. Pinoko en el bosque.

### Banda sonora

#### Black Jack
Openings
1. "Gekkōka" (月光花?) de Janne Da Arc (parte 00 - 28)
2. "Here I Am" de globe (parte 29 - 51)
3. "Fantastic" de Ami Suzuki

Endings
1. "Kuroge Wagyū Jōshio Tanyaki Roppyaku Hachijū-en" (黒毛和牛上塩タン焼680円?) de Ai Otsuka.
2. "clover" de hiro.
3. "careless breath" de EXILE (Black Jack › Black Jack 21).

#### Black Jack 21
Openings
1. "Destiny -Taiyō no Hana-" (Destiny -太陽の花-?) de Hitomi Shimatani.

Endings
1. "careless breath" de EXILE (Black Jack › Black Jack 21).
2. "Silence whispers" de TRF (Black Jack 21).

### Cameos de personajes
Varios personajes de otros trabajos de Osamu Tezuka hacen apariciones en la serie animada de Black Jack.
- El Cazador que atrapa al gato salvaje en el episodio 1 (Un diagnóstico justo), es el conde Naylon de la serie La Princesa Caballero.
- Astro Boy y Único, el unicornio, hacen muchos cameos en varios de los episodios.
- Kimba hace una aparición en el episodio 7 (El león blanco), como un león llamado Luna-Luna, y su versión adulta aparece en el capítulo 14 (¡Anímate, Solomón!), también él hace varios cameos a través de la serie.
- Bukko, una conejita blanca con las puntas de las orejas negras, y Puck, un pato con cabello negro con corte de hongo, ambos de la serie Los 3 Espaciales, otro trabajo de Tezuka, aparecen en el primer opening de la serie, acercándose a Pinoko cuando ella está recargada en un tronco.
- Safiro, de La Princesa Caballero, aparece en el episodio 8 (Las manos milagrosas) como una mujer llamara Ritsuko. También aparece al inicio del episodio 22 (Pinoko quiere ser adulto), donde usa la misma peluca rubia que ella llegó a usar durante su serie. También aparece en un póster donde usa su típico traje.
- Lucía, una delfín blanca con un adorno dorado en la frente de la serie Tritón del Mar, otro trabajo de Tezuka, aparece en el primer opening cuando Black Jack y Pinoko viajan a bordo de una lancha.
- Ricky y su padrastro, de Zero Men, otro manga de Tezuka, aparecen en el capítulo 30 (Operando en una tormenta).
- El Fénix, uno de los personajes más conocidos de Tezuka, aparece en el episodio 10 (La legendaria ave de fuego).
- En el capítulo 4 (Jugando al doctor), Chako es en realidad Melmo, del manga Marvelous Melmo.
- Tetsu es Ban Shunsaku, quien aparece como Wally Kisagiri en la serie del 2003 de Astro Boy.
- Chopy/Cachito de la serie de La Princesa Caballero, aparece en el episodio 22 (Pinoko quiere ser adulto).
- El detective del episodio 20 (Tetsu, el ladrón de la línea Yamanote) es Lámpara de Acetileno, otro personaje de Tezuka, más conocido por aparecer como Drake en la serie del 2003 de Astro Boy. Se llama así porque cuando se asombra le aparece una vela encendida en la nuca.
- El Dr. O'Shay, de la serie de Astro Boy, aparece en el episodio 8 (Las manos milagrosas).
- El propio Osamu Tezuka aparece en la serie como el Dr. Tezuka, un amigo de carrera de Black Jack y dueño de su propia clínica.
- Sharaku Hosuke aparece en un episodio de Astroboy del 2003.

Estos y otros cameos que aparecen en el manga obedecen a la idea de Tezuka de los personajes de sus manga no son tales, si no que son actores: así pues no se trata de verdaderos cameos, más bien son el reparto habitual de Tezuka representando otro papel.

### Doblaje
- Black Jack - Camilo Andrés Rodríguez
- Pinoko - Shirley Marulanda
- Sharaku - Andrés Palacio
- Wato - Dilma Gómez
- Largo - Alexander Páez
- Takao - Carlos Alberto Gutiérrez
- Chako - Diana Maritza Beltrán
- Tezuka - Eleazar Osorio
- Shibata - Julio César Mora
- Jisao - Leonardo Salas
- Kong - Mario Gutiérrez Marin
- Tokugawa - Omar Barrera
- Shitake - Ricardo Saldarriaga
- Mura Masa - Rodolfo Gutiérrez
- Yuki - Wolfang Galindo

Dirección - Carmen Rosa Franco
Estudio - Provideo Colombia

## Young Black Jack
Basado en el manga de Osamu Tezuka, Young Black Jack (ヤング ブラックジャック) está ambientado en los años '60, cuando Kurō Hazama era estudiante universitario. Esta nueva historia, lanzada en noviembre de 2011, está a cargo de Yoshiaki Tabata, con dibujos de Yū-Go Ōkuma. En el año 2015 ha sido adaptado a una serie de anime de 12 episodios.